# Walworth (Durham)
Walworth – wieś w Anglii, w hrabstwie ceremonialnym Durham, w dystrykcie (unitary authority) Darlington. Leży 24 km na południe od miasta Durham i 355 km na północ od Londynu.